# 書院站 (多倫多)
書院站是一座多倫多地鐵央街-大學線車站，坐落加拿大安大略省多倫多市中心央街和書院街（College Street）的交界處，於1954年3月30日聯同央街線一起開幕。
下列由多倫多公車局營運的巴士和有軌電車線駛經書院站：
- 97號央街巴士線（Yonge）
- 306號卡爾頓街深宵巴士線（Carlton）
- 320號央街深宵巴士線（Yonge）
- 506號卡爾頓街有軌電車線（Carlton）

## 外部連結
- 维基共享资源上的相關多媒體資源：書院街站
- （英文）TTC College Station （页面存档备份，存于）－多倫多公車局網站 書院街站頁面